# Kristina Dudajewa
Kristina Rostomowna Dudajewa (ros. Кристина Ростомовна Дудаева; ur. 14 października 1997)  – rosyjska zapaśniczka startująca w stylu wolnym. Brązowa medalistka akademickich mistrzostw świata z 2016. Druga na MŚ kadetek w 2014. Trzecia na mistrzostwach Rosji w 2017 roku.